# 証券取引所がない国の一覧
証券取引所が存在しない国の一覧である。

## 一覧
- 北朝鮮[1]
- ブルネイ[2]
- アンドラ[3]
- コモロ[4]
- チャド[5]
- アンゴラ
- キューバ[6]
- マーシャル諸島[7]
- ナウル[8]
- ニウエ

加えて以下の中央アメリカ諸国は東カリブ証券取引所（ECSE）に参加しており、独自の証券取引所を持たない国々である。
- ドミニカ共和国
- アンティグア・バーブーダ[9][10]
- セントクリストファー・ネイビス
- セントルシア
- セントビンセント・グレナディーン
- グレナダ
- アンギラ
- モントセラト

## 脚註
1. ↑  ミャンマー初の取引所始動、来年売買開始－大和の初接触から22年ブルームバーグ 2015年12月9日
2. ↑  Hj Roslan, Nurhamiza (2011年3月6日). “Need to build Brunei stock exchange”. The Brunei Times.   Brunei Times Sdn Bhd. 2013年1月31日閲覧。
3. ↑  “Andorra: Assessment of Financial Sector Supervision and Regulation”.   International Monetary Fund (2007年2月). 2013年1月19日閲覧。
4. ↑   Doing business in Comoros, Safat, Kuwait: Ernst & Young Consultancy Co. W.L.L., (August 2009), p. 9
5. ↑  Youm, Prosper (October 2011), Chad: Financial Sector Stability Assessment, 11/299, International Monetary Fund, p. 10
6. ↑  “Will stock investors ever profit from a more open Cuba?”.   CNBC. 2018年10月14日閲覧。
7. ↑  “2012 Investment Climate Statement - Marshall Islands”.   The Office of Website Management, Bureau of Public Affairs U.S. State Department (2012年6月). 2013年4月28日閲覧。
8. ↑  “Major Corporations in Nauru”. Commonwealth Network.   Nexus Strategic Partnerships Limited. 2013年5月25日閲覧。
9. ↑  “Caribbean Financial Network”.   Caribbean Financial Network. 2013年1月19日閲覧。
10. ↑  “2011 Investment Climate Statement - Antigua and Barbuda”.   The Office of Website Management, Bureau of Public Affairs U.S. State Department. 2013年1月19日閲覧。